# Província de Toamasina
Toamasina és una antiga província de Madagascar amb una superfície de 71.911 km² i una població de 2.855.600 habitants (2004). La seva capital era Toamasina, el port més important del país.
Excepte amb la província de Toliara, Toamasina té frontera amb les altres províncies del país:
- Antsiranana (al nord)
- Mahajanga (al nord-oest)
- Antananarivo (al sud-oest)
- Fianarantsoa (al sud)

## Divisions administratives
- 1. Ambatondrazaka
- 2. Amparafaravola
- 3. Andilamena
- 4. Anosibean'ala
- 5. Antanambao-Manampotsy
- 6. Fenoarivo-Atsinanana
- 7. Mahanoro
- 8. Mananara Avaratra
- 9. Maroantsetra
- 10. Marolambo
- 11. Moramanga
- 12. Nosy-Boraha (Île Sainte-Marie)
- 13. Soanierana-Ivongo
- 14. Toamasina (rural)
- 15. Toamasina (urbana)
- 16. Vatomandry
- 17. Vavatenina
- 18. Vohibinany